# Маркус Роден
Маркус Роден (швед. Marcus Rohdén; 11. мај 1991) шведски је фудбалер и репрезентативац.

## Клупска каријера
Роден је започео фудбалску каријеру у екипи Хосна ИФ, а са 16 година прелази у Елфсборг. У децембру 2011. потписао је петогодишњи уговор са Елфсборгом, након што се вратио са позајмице из екипе Сковде АИК. Први гол у првенству је дао против БК Хакена 26. августа 2012. године, у својој првој сезони у дресу Елфсборга.
Дана 3. августа 2016. Роден је потписао за Кротоне тада новог члана Серије А.

## Репрезентација
Дебитовао је 2015. године за шведску репрезентацију. Дао је један гол за национални тим.
У мају 2018. године, био је уврштен у састав Шведске на Светском првенству у Русији 2018. године.

### Голови за репрезентацију
Голови Родена у дресу са државним грбом
| #  | Датум            | Место    | Противник       | Гол | Резултат | Такмичење   |
| -- | ---------------- | -------- | --------------- | --- | -------- | ----------- |
| 1. | 15. јануар 2015. | Абу Даби | Обала Слоноваче | 2:0 | 2:0      | Пријатељска |

## Трофеји
Елсфборг
- Алсвенскан: 2012.
- Куп Шведске: 2013.